# Grupo Coimbra
O Grupo Coimbra (em inglês:  Coimbra Group), fundado em 1985 e formalmente constituído por alvará em 1987, é uma rede de universidade europeias que congrega trinta e nove universidades, algumas das quais estão entre as mais antigas e mais prestigiadas da Europa.
O grupo adquiriu o seu nome a partir da cidade de Coimbra, em Portugal, e da universidade lá localizada, uma das mais antigas da Europa. A Universidade de Coimbra celebrou o seu septingentésimo aniversário no mesmo ano em que o grupo foi fundado.

## Membros
Em 2017, o Grupo de Coimbra incluía 39 universidades em 23 países:
 Alemanha
- Universidade de Colónia
- Universidade de Göttingen
- Universidade de Heidelberga
- Universidade de Jena
- Universidade de Vurzburgo

 Áustria
- Universidade de Graz

 Bélgica
- Universidade Católica de Lovânia (de língua neerlandesa)
- Universidade Católica de Lovânia (de língua francesa)

 Chéquia
- Universidade Carolina

 Dinamarca
- Universidade de Aarhus

 Espanha
- Universidade de Barcelona
- Universidade de Granada
- Universidade de Salamanca

 Estónia
- Universidade de Tartu

 Finlândia
- Universidade de Turku
- Universidade Åbo Akademi

 França
- Universidade de Montpellier (é tratada como duas instituições)
- Universidade de Poitiers

 Hungria
- Universidade Eötvös Loránd

 Irlanda
- Universidade de Dublim
- Universidade Nacional da Irlanda, Galway

 Itália
- Universidade de Bolonha
- Universidade de Pádua
- Universidade de Pavia
- Universidade de Siena

 Lituânia
- Universidade de Vílnius

 Noruega
- Universidade de Berga

 Países Baixos
- Universidade de Groninga
- Universidade de Leida

 Polónia
- Universidade Jaguelónica

 Portugal
- Universidade de Coimbra

 Reino Unido
- Universidade de Brístol
- Universidade de Durham
- Universidade de Edimburgo

 Roménia
- Universidade de Iaşi

 Rússia
- Universidade Estatal de São Petersburgo

 Suécia
- Universidade de Uppsala

 Suíça 
- Universidade de Genebra

 Turquia
- Universidade de Istambul

### Antigos membros
- Universidade Aristóteles de Tessalónica (Grécia)
- Universidade de Caen (França)
- Universidade de Cambridge (Reino Unido)
- Universidade de Lião (França)
- Universidade de Oxónia (Reino Unido)[3]